# Order Daniela Halickiego
Order Daniela Halickiego (ukr. Орден Данила Галицького, Orden Danyła Hałyćkoho) – ukraińskie odznaczenie państwowe.
Order został ustanowiony 20 lutego 2003. Mogą nim być nagrodzeni tylko obywatele Ukrainy (wojskowi Sił Zbrojnych Ukrainy oraz innych jednostek wojskowych, utworzonych zgodnie z dekretami Ukrainy, pracownicy Państwowej Specjalnej Służby Transportu, kadra osobowa i kierownicza Państwowej Służby Specjalnej Łączności i Ochrony Informacji Ukrainy, pracownicy Administracji Państwowej).
Nadawany jest za osobiste wybitne zasługi w rozbudowie Ukrainy oraz staranną i nienaganną służbę narodowi ukraińskiemu.